# 사기도 리콜이 되나요
사기도 리콜이 되나요(The Con-Heartist)는 태국에서 제작된 메즈 타라톤 감독의 2020년 로맨틱 코미디, 멜로/로맨스, 범죄 영화이다.
2020년 12월 3일 목요일 공식 개봉이 예정되었다.

## 출연
- 핌차녹 류위비사드파이불 - 순진한 은행원 Ina 역